# Гиперкальциемический криз
Ги́перкальциеми́ческий криз (ги́перпаратирео́идный криз, острый ги́перпаратирео́з, о́страя ги́перпаратирео́идная интоксика́ция) — тяжёлое состояние остро развивающееся у пациентов в результате повышения выработки паратгормона; приводящее к резкому повышения уровня кальция в крови.

## Этиология и патогенез
Чаще всего криз возникает на поздних стадиях течения различных форм гиперпаратиреоза. В качестве казуистики описан случай, когда гиперкальциемический криз был первым клиническим проявлением аденокарциномы паращитовидной железы.

## Эпидемиология
Гиперкальциемический криз встречается при первичном и третичном гиперпаратиреозе, интоксикации витамином D и гиперкальциемии, сочетающейся со злокачественными опухолями. Крайне редко (в исключительных случаях) криз развивается при других видах гиперкальциемии:
- увеличение содержания кальция в сыворотке крови выше 3,49 ммоль/л (14 мг/100 мл) ведёт к развитию признаков кальциевой интоксикации.
- по мнению некоторых исследователей, гиперкальциемический криз развивается лишь при повышении концентрации кальция в сыворотке крови выше 3,99 ммоль/л (16 мг/100 мл)[2].

## Клиническая картина
Гиперкальциемическому кризу, как правило, предшествует длительное течение гиперпаратиреоза с различной степенью выраженности поражений органов и тканей (почек, печени, желудка, ЦНС, сердечно-сосудистой и дыхательной систем), которое предопределяет наличие ведущих клинических симптомов.
Гиперкальциемический криз сопровождается анорексией, тошнотой, неукротимой рвотой, болями в области эпигастрия, иногда опоясывающего характера (острый панкреатит), запорами; полидипсия и полиурия приводят к обезвоживанию организма и сменяются олигурией и анурией. Отмечаются боли в костях, гипотония мышц и резкая мышечная слабость. Артериальная гипертония может выявляться в первые часы развития криза. Кожа сухая, со следами расчёсов (результат сильного зуда). Сухожильные рефлексы снижены.
Психоневрологические расстройства при гиперкальциемическом кризе проявляются в виде депрессии, спутанности сознания, комы, психоза или психомоторного возбуждения.
На фоне анурии развиваются симптомы сердечно-сосудистой недостаточности. На фоне повышения уровня кальция в сыворотке крови до 4,99 ммоль/л (20 мг/100 мл) угнетается деятельность ЦНС с торможением функции дыхательного и сосудодвигательного центров и развивается необратимый шок.
Гиперкальциемический криз может сопровождаться тяжёлыми желудочно-кишечными кровотечениями. При высокой гиперкальциемии происходит отложение кальция в паренхиму внутренних органов (почки, сердце, поджелудочная железа, слизистая оболочка желудка и кишечника, сосуды), что приводит к нарушению функции этих органов. Иногда возникают внутрисосудистые тромбозы, может развиться синдром диссеминированного внутрисосудистого свёртывания (ДВС, синдром диссеминированной внутрисосудистой коагуляции) — прогноз такого осложнения неблагоприятный.

## Диагностика
Диагностика гиперкальциемического криза базируется на данных анамнеза и обследовании пациента, необходимы:
- ЭКГ;
- рентгенография костей скелета и почек;
- определение содержания кальция и фосфора, щелочной фосфатазы, белков, креатинина, остаточного азота крови и, если возможно, уровня паратгормона и цАМФ в крови и цАМФ в моче;
- кальцийурия определяется пробой Сулковича.

Клинический анализ крови выявляет умеренно выраженную нормохромную анемию, небольшой лейкоцитоз и повышенную СОЭ. Костные изменения и мочекаменную болезнь выявляют с помощью рентгенографии и денситометрии. Данные денситометрии имеют прямую корреляцию с результатами анализа костной биопсии с помощью количественной гистоморфометрии (P. Christiansen и соавт., 1992).

## Прогноз
Нарастание уровня кальциемии, фосфатемии и азотемии в сочетании с прогрессирующей олигурией является плохим прогностическим признаком.